# Agenzia del demanio
L'Agenzia del demanio è un ente pubblico economico della Repubblica Italiana.

## Storia
Istituita come agenzia fiscale dal d.lgs 30 luglio 1999, n. 300 come agenzia di diritto pubblico, è stata successivamente trasformata con d.lgs 3 luglio 2003 n. 173 in ente pubblico economico del Ministero dell'economia e delle finanze.

## Organizzazione
L'agenzia, che ha poco più di 1.000 dipendenti, si articola in una direzione generale, con sede a Roma, oltre 17 direzioni territoriali e 10 Sedi distaccate, dislocate su tutto il territorio nazionale.

## Competenze
L'agenzia è responsabile della gestione, razionalizzazione e valorizzazione del patrimonio immobiliare dello Stato (beni immobili per uso governativo, patrimonio disponibile e demanio storico-artistico). Persegue l'obiettivo di massimizzare il valore economico del patrimonio pubblico e di contribuire allo sviluppo economico-produttivo, sociale e culturale dei territori nei quali i beni sono inseriti.
Per contribuire al contenimento della spesa pubblica l'Agenzia del demanio ha il compito di razionalizzare l'utilizzo degli spazi da parte dalle amministrazioni pubbliche, riducendo i costi derivanti dagli affitti. Promuove inoltre una diminuzione dei consumi energetici e ha il compito di pianificare gli interventi di manutenzione.

## Attività
L'agenzia svolge inoltre un ruolo di promozione e supporto tecnico nei processi di valorizzazione dei patrimoni pubblici di proprietà dello Stato e degli enti locali. Le sue attività sono sottoposte alla vigilanza e agli indirizzi del ministero e sono definite da un contratto di servizi.

### Il progetto "Valore Paese"

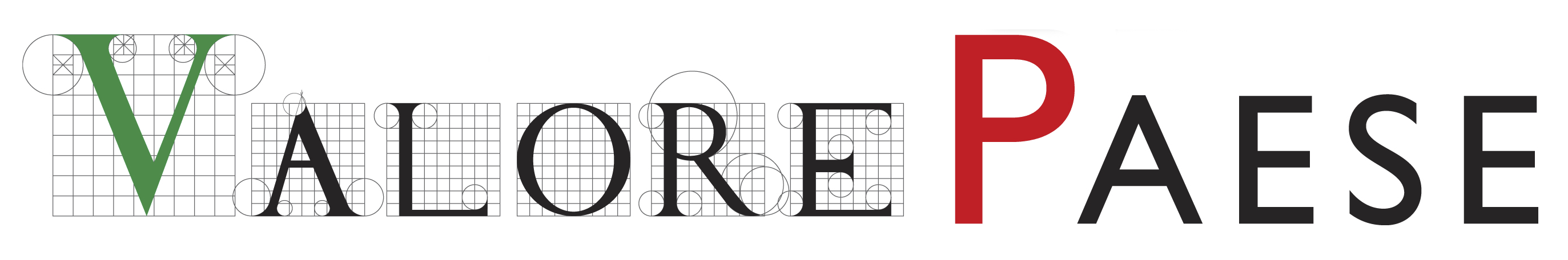
il logo del progetto "Valore Paese"

Attraverso il progetto Valore Paese, l'agenzia promuove iniziative di sviluppo imprenditoriale finalizzate al recupero e alla valorizzazione di immobili non utilizzati o sotto-utilizzati per mezzo l'individuazione di nuove funzioni, in linea con le esigenze della collettività. A questo scopo è previsto lo strumento della concessione di valorizzazione di lunga durata, fino a 50 anni. Il progetto ha l'obiettivo di incrementare il valore economico e sociale degli immobili coinvolti e, allo stesso tempo, di potenziare l'offerta culturale e turistica dei territori.
Il progetto riguarda diverse tipologie di immobili e comprende "Valore Paese - Dimore", dedicato alla valorizzazione dei beni di pregio storico-artistico e basato sulla riqualificazione del made in Italy, e "Valore Paese - Affidiamo valore", riguardante aree e beni di valore medio-basso con lo scopo di riqualificare e riconvertire gli immobili a nuove destinazioni d'uso, ottenendone un canone di locazione.